# Selvicoltura

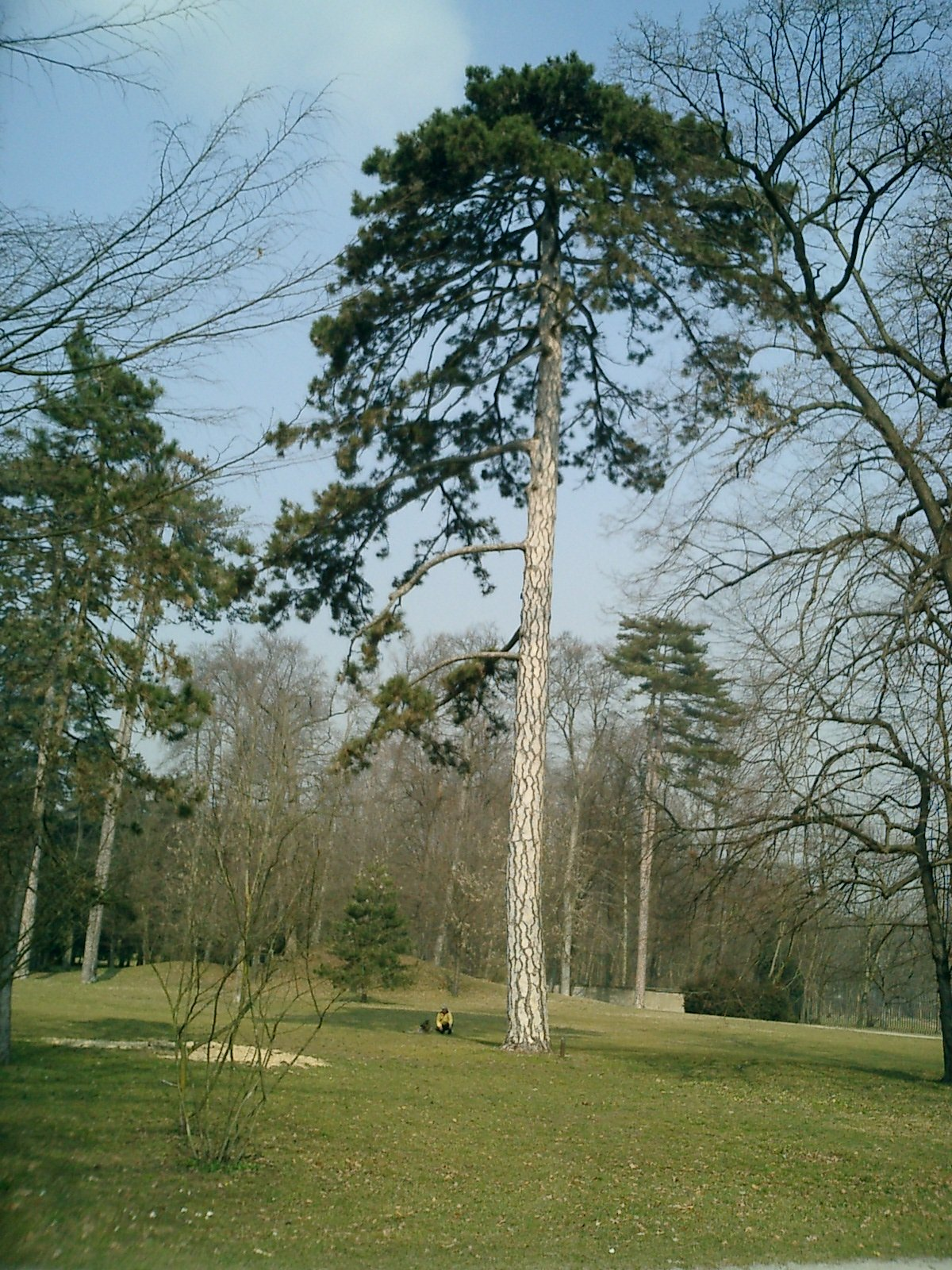
Pinus nigra.

La selvicoltura (o silvicoltura), dal latino silvi- ("selva") e coltura ("coltivare, cura"), è nelle scienze forestali l'insieme delle attività che consentono di controllare crescita, composizione, struttura e qualità di una foresta, con diversi scopi quale la produzione di legname nonché con il fine di preservare nel tempo la qualità e la quantità del patrimonio forestale.
In senso stretto indica quell'insieme di interventi che permettono la coltivazione del bosco garantendone la rinnovabilità; il prelievo legnoso che se ne ricava viene valutato in termini di sostenibilità, ovvero uno sfruttamento ponderato di una risorsa che viene mantenuta rinnovabile; in questo si differenzia dalla cosiddetta "utilizzazione di rapina" che non considera questi fondamentali aspetti ecologici.

## Tipologia
La selvicoltura in senso stretto viene di solito distinta in selvicoltura generale ed in selvicoltura speciale. 
La selvicoltura generale studia le relazioni intercorrenti tra il bosco e l'ambiente in cui esso vive, l'evoluzione della foresta, le modalità di impianto, la rinnovazione del bosco e l'uso del soprassuolo maturo.
Nella selvicoltura speciale si studiano le esigenze ecologiche e le tecniche colturali delle singole specie arboree forestali. 
La selvicoltura va inoltre distinta dall'arboricoltura da legno, che si occupa delle piantagioni arboree industriali per fini commerciali.
La selvicoltura dunque si basa sulle conoscenze scientifiche degli equilibri e delle caratteristiche degli ecosistemi forestali, naturali o creati dall'uomo, tanto che si può parlare di selvicoltura naturalistica, che si occupa della conservazione dell'ecosistema forestale per mantenerlo il più possibile simile a quelli naturali, subordinando allo scopo principale la quantità e qualità del prelievo di legname per usi commerciali; mentre si parlerà di selvicoltura agronomica riferendosi alla disciplina tecnica che cerca di conciliare le esigenze economico-produttive tendenti alla massimizzazione della resa in massa legnosa della foresta con le esigenze di mantenimento degli equilibri ecologici, geologici e ambientali del patrimonio boschivo.

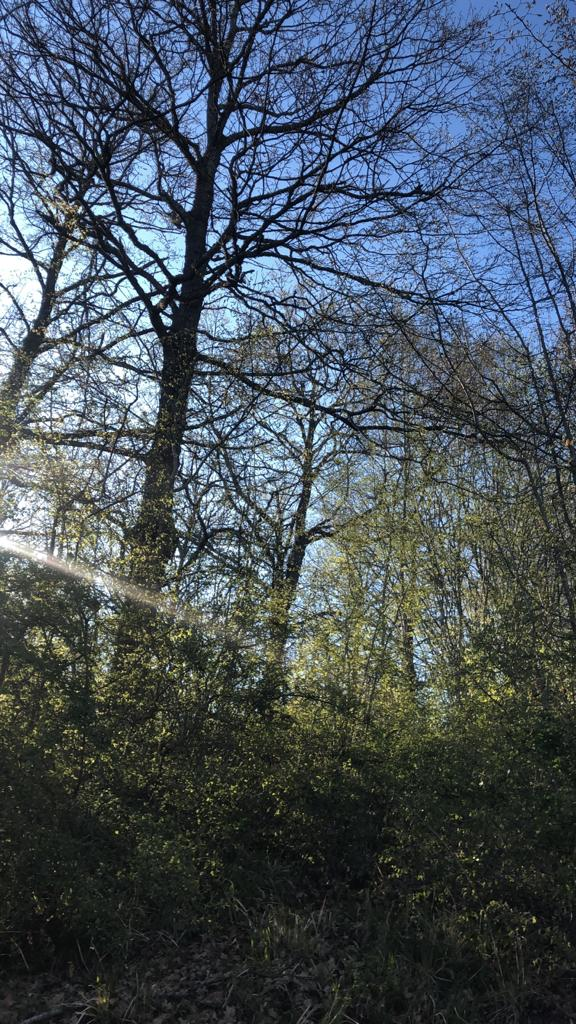
Bosco (Bella, Basilicata)

## Origine e storia della selvicoltura
La gestione dei boschi è stata sviluppata dall'uomo già in epoca preistorica. A tale periodo infatti risalgono le prime tracce di boschi gestiti a ceduo, ma numerose sono anche le attestazioni di gestioni di questo tipo sia in epoca classica, sia nel medioevo. Sembra che già nel medioevo, inoltre, si usasse una sorta di taglio a scelta culturale, a fini solamente utilitaristici, nelle fustaie di tutta Europa. Tale pratica, all'epoca non regolamentata in alcun modo, prevedeva il prelievo esclusivo delle piante utili per l'uso del proprietario del fondo, non essendo ancora sviluppato un vero e proprio mercato del legname.
Già nel XV e XVI secolo, a seguito dell'aumento di fabbisogno di legno, si registrano testimonianze di applicazioni di tagli rasi, con il rilascio di matricine o con successivi rimboschimenti artificiali. E' a partire da tale periodo storico che prende piede in tutta Europa la pratica, diffusa fino ai primi decenni del XX secolo, di procedere ad una sostituzione sistematica dei boschi di latifoglie (faggi e querce), con quelli di conifere (in particolare abete rosso, ma anche abete bianco e pino) di maggior valore tecnologico ed economico. Al XVIII secolo risale l'inizio dell'applicazione dei tagli successivi in Germania, che prenderà particolare importanza nella gestione a fustaia delle faggete( nel 1713  Hans-Carl von Carlowitz pubblicò il primo trattato di selvicoltura: "Sylvicultura oeconomica", nel quale tra le altre cose teorizzò che non si dovesse asportare legna dai boschi più di quella che gli stessi fossero in grado di ricrescere).
È solamente nel XIX secolo che, in Francia, vengono teorizzati i concetti base della selvicoltura naturalistica, ovvero che i boschi devono essere gestiti "imitando i processi della natura ed accelerandone la sua opera". Da questo momento verrà data sempre maggior importanza alla rinnovazione naturale, alla creazione di strutture stratificate e, se opportune, a formazioni forestali miste.
Attualmente la selvicoltura naturalistica, in tutte le sue forme, sta diventando sempre più diffusa, andando gradualmente a sostituire l'applicazione dei tagli rasi con rinnovazione artificiale, ancora preponderanti in molte foreste del pianeta.

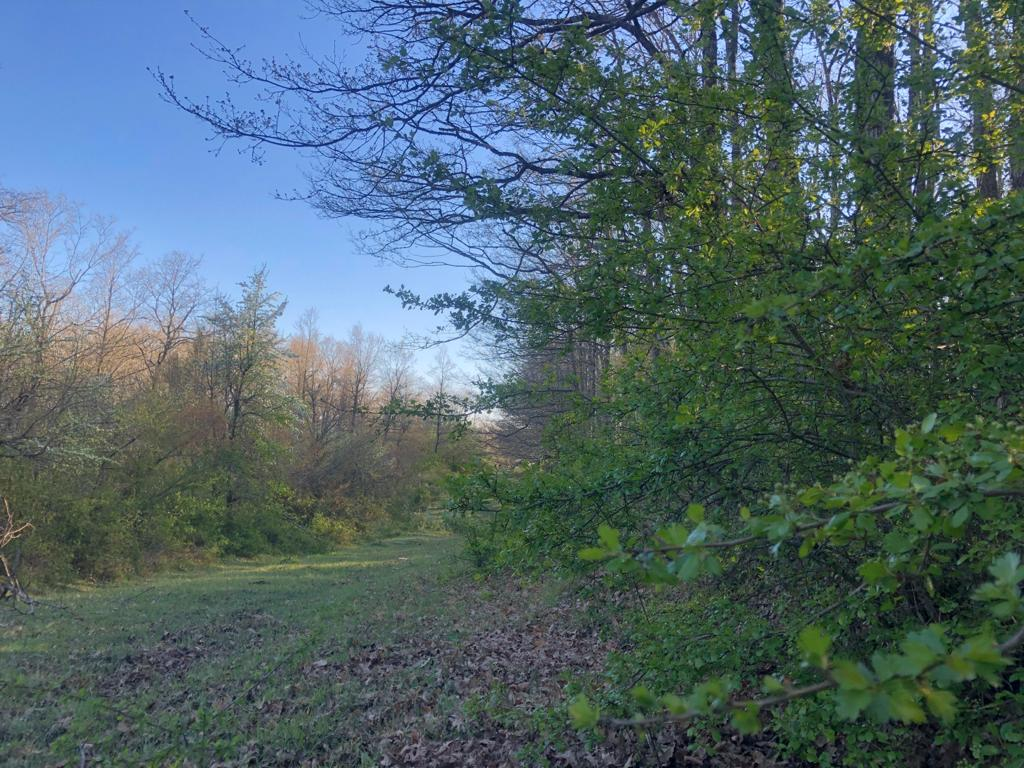
Bosco (Bella, Basilicata)

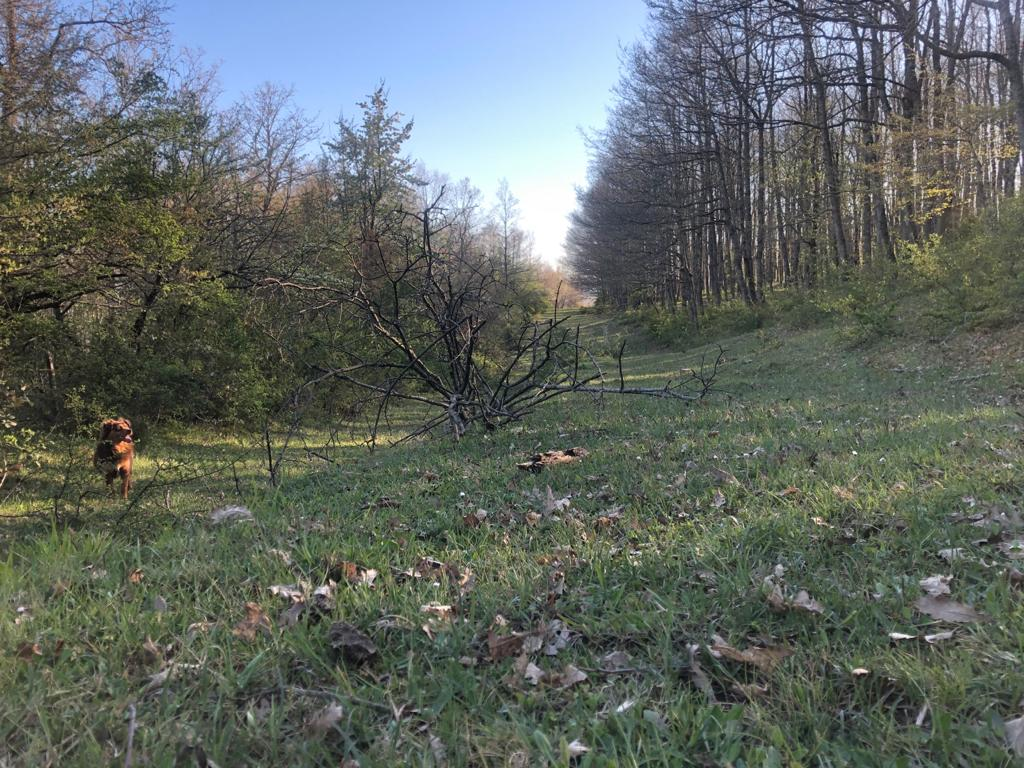
Bosco (Bella, Basilicata)

## La selvicoltura naturalistica
Per selvicoltura naturalistica si intende quella serie di interventi colturali che favoriscono le dinamiche naturali del bosco.
I punti chiave della selvicoltura naturalistica sono:
- rinnovazione naturale;
- biodiversità;
- sostenibilità;
- multifunzionalità del bosco;
- uso di specie autoctone.

In particolare, selvicoltura naturalistica significa elasticità nell'uso delle tecniche colturali, in modo da rivolgersi caso per caso alle situazioni da gestire.
Il primo grande teorico di questa selvicoltura è stato il tedesco Karl Gayer, che in un trattato del 1878 sottolinea l'importanza della stabilità del bosco e la diversità delle caratteristiche dello stesso, tali da comportare elasticità di trattamenti.
Tuttavia una spinta decisiva a questa filosofia colturale è stata data sia dalle nuove visioni scientifiche dei primi del XX secolo, in particolare all'approccio ecosistemico (olistico) per quanto riguarda il bosco e in genere tutti gli elementi del territorio, visti come ecosistemi interagenti tra loro, sia da cause culturali, quali la sensibilità ai problemi ambientali sviluppata a partire dagli anni settanta, sia da cause contingenti: in Italia queste cause sono rappresentate dall'abbandono delle campagne a partire dagli anni sessanta durante il fenomeno dell'urbanizzazione con conseguente invasione del bosco negli ex pascoli e nelle aree prima coltivate, e all'abbandono della selvicoltura classica che ha innescato il ritorno della vegetazione forestale potenziale, nonché le dinamiche dei rimboschimenti fatti negli anni venti - settanta arrivati a maturazione.
Oggi tutti questi fattori, e la sempre più sensibile vocazione alla naturalità dell'ambiente sostenuta dall'opinione pubblica hanno posto le basi per la selvicoltura naturalistica.

## Modalità di gestione

### La riproduzione delle piante forestali
Il principale discrimine usato per la classificazione delle modalità di gestione delle foreste è quello della modalità di rinnovazione. I boschi gestiti mediante la rinnovazione da seme (gamica) si definiscono a fustaia, quelli gestiti sfruttando le capacità pollonanti di alcune specie arboree (riproduzione agamica), si definiscono a ceduo.

#### Fustaia
Con il termine fustaia si intende un bosco d'alto fusto, ovvero privo di piante policormiche (con più di un fusto per ogni apparato radicale). Carattere comune alla gestione delle fustaie è che la rinnovazione, sia essa naturale o artificiale, avviene a partire da semi. Le modalità di esecuzione dei tagli trovano in genere un parallelismo con quanto avviene nelle foreste vergini. 

##### Fustaia monoplana
Rientrano in questa categoria tutte le fustaie in cui gli alberi hanno più o meno la medesima altezza e le chiome verdi sono racchiuse in un medesimo piano, mentre al disotto vi sono solo i fusti e l'eventuale strato erbaceo o arbustivo. Tale portamento forestale è tipico dei boschi puri, quali ad esempio le faggete e le peccete montane.

###### Taglio raso
Consiste nell'abbattimento di tutte le piante presenti in una data superficie. La superficie minima al disotto della quale il taglio raso non è più tale varia in base alle legislazioni forestali nazionali o regionali; in genere comunque tale soglia oscilla tra i 5000 m2 e 1 ha. A sua volta il taglio raso può essere classificato in base alla forma:
- a strisce: ovvero di forma rettangolare;
- a fessura: di forma rettangolare ma con il lato corto pari a circa 1/10 di quello lungo;
- ad orlo: quando il lato corto del rettangolo non supera l'altezza delle piante tagliate;
- con riserve: quando all'interno della tagliata non vengono tagliate alcune piante, con lo scopo di favorire la rinnovazione gamica;
- a quinte: quando le piante rilasciate formano delle linee continue che intervallano la tagliata.

Il taglio raso trova una applicazione estremamente ampia in tutte le foreste del pianeta e viene applicato anche su superfici molto ampie (fino a 24 ha in U.S.A.). La rinnovazione, soprattutto per tagliate di ampie superfici, è prevalentemente artificiale. Se effettuato a fessura o ad orlo, in certe foreste (ad esempio nelle peccete montane delle Alpi), questo taglio facilita in maniera anche marcata la rinnovazione naturale.  Presenta vantaggi in termini economici, semplificando estremamente le operazioni di taglio ed esbosco del legname, facilitando l'impiego di attrezzature meccanizzate, e permettendo di limitare i danni agli alberi non destinati al taglio. Viceversa presenta anche numerosi svantaggi, soprattutto per le tagliate di grandi dimensioni: rischio di erosione e destabilizzazione dei pendii, perdita di nutrienti, difficoltà nella rinnovazione a causa dello svilupparsi di erbe e rovi e dei maggiori danni degli ungulati. Per tali motivi, soprattutto nelle zone montagnose, questo taglio viene in genere limitato a casi particolari, ad esempio per gestione di problemi fitosanitari (attacchi di bostrico o altri insetti), o applicato solo nelle sue varianti di minore impatto (a fessura, ad orlo o con riserve). Ecologicamente simula la morte di grandi superfici forestali dovute ad eventi accidentali estremi quali attacchi fitosanitari, incendi o schianti da vento.

###### Taglio a buche
Si tratta di un taglio raso di piccole dimensioni, in genere non oltre i 1500 m2, di forma grossolanamente circolare, ripetuto con spaziatura semiregolare per tutta l'estensione della foresta soggetta all'intervento. Questo taglio media i benefici economici del taglio raso, agevolando i lavori forestali, con una riduzione degli aspetti ecologici negativi. Si applica ad esempio alle peccete montane o alle faggete. Ecologicamente simula lo schianto o la morte di singoli gruppi di alberi che naturalmente avviene in natura nelle foreste mature.

###### Tagli successivi
Si tratta di una serie di tagli, ripetuti nel tempo, che hanno lo scopo di accompagnare l'intera superficie forestale fino allo stadio di maturità, per poi agevolarne la rinnovazione e, quindi l'inizio di un nuovo ciclo. Nei boschi trattati in questo modo, in qualunque momento, la superficie della foresta è coperta di alberi, in quanto le ultime piante adulte presenti vengono tagliate solamente dopo che si è insediata la rinnovazione. 
Esistono due principali categorie di tagli successivi:
- uniformi: prevedono una sequenza di tagli ben precisa;
  1. taglio di sementazione: una parte degli alberi adulti viene abbattuta per far entrare luce nel sottobosco e permettere la nascita, da seme, di nuovi alberi;
  2. taglio secondario: viene effettuato dopo pochi anni da quello di sementazione, con lo scopo di liberare la rinnovazione sottostante e favorirne la crescita;
  3. taglio di sgombero: a rinnovazione affermata, ovvero quando i giovani alberi hanno raggiunto alcuni decimetri d'altezza, si tagliano le piante adulte rimanenti, permettendo quindi l'inizio di un nuovo ciclo.

- su piccole superfici: prevedono l'applicazione di tagli di vario tipo (uniformi, ad orlo, a fessura, a gruppi, ecc...) ma su superfici molto piccole, inferiori ai 5000 m2. Prerogativa di questi tagli sono la creazione di condizioni favorevoli alla rinnovazione naturale mediante la regolazione della luce e della disponibilità dei nutrienti, e l'agevolazione dei gruppi di rinnovazione insediatisi spontaneamente sotto la copertura delle piante adulte. Fa parte di questa famiglia anche il Femelschlag, ideato in Svizzera e Germania, che prevede, tra le altre cose, di ottimizzare la posizione dei tagli di sementazione rispetto alla viabilità forestale (confine di trasporto) e di lasciare in bosco quanto più possibile le piante tecnologicamente apprezzabili in modo da aumentarne il valore economico[4][15].

I tagli successivi si applicano con successo a differenti tipi di bosco. Le principali applicazioni in Europa si hanno nelle quercete, nelle faggete, nelle peccete e nei piceo-abieti-faggeti.

###### Tagli intercalari
Si tratta di tutta la serie di tagli che vengono fatti nelle fustaie monoplane prima del taglio di sementazione o del taglio raso. 
- sfolli: riduzione del numero di piante con lo scopo di regolare la densità degli alberi nelle fasi iniziali di crescita per permettere una crescita stabile degli individui. Si effettuano in genere prima che il popolamento raggiunga un diametro medio dei fusti di 5 cm o comunque non oltre lo stadio di spessina (massimo 10 m d'altezza). Nel caso delle conifere gli alberi da eliminare vengono tagliati e lasciati marcire in bosco, nel caso delle latifoglie è possibile anche procedere alla cercinatura[13].
- diradamenti: consistono nei tagli, effettuati con cadenze regolari nel tempo, che hanno come obbiettivo quello di ridurre il numero di piante presenti, in modo da favorire la stabilità e la crescita di quelle più sane e con caratteristiche migliori. Le piante rilasciate dopo l'ultimo diradamento sono quelle che raggiungeranno la maturità e andranno a essere tagliate alla fine del ciclo con il taglio raso o a buche, oppure a dare inizio alla fase di sementazione nel caso dei tagli successivi[10][4][13].

##### Fustaia irregolare
Per fustaia irregolare si intende un bosco in cui le chiome degli alberi sono distribuite su più piani. Vi sono quindi, nello stesso luogo, alberi di differenti dimensioni ed età. Tale portamento forestale è simile a quanto si riscontra in natura nelle foreste vetuste (old growth forest).

###### Taglio di curazione o a scelta colturale
Tale forma di gestione prevede il prelievo solamente di una parte degli alberi presenti, in modo che nel bosco ci siano sempre individui di tutte le classi di dimensione ed età, evitando quindi l'evoluzione a fustaia monoplana. In genere, nella scelta, vengono tenuti in considerazione diversi aspetti: struttura e disposizione spaziale degli alberi, presenza o assenza di rinnovazione, stato di salute delle singole piante, valore economico attuale e potenziale di ciascun individuo. Il termine "curazione" deriva proprio dal fatto che, oltre a prelevare le piante con il valore economico ricercato, questo tipo di gestione, prevede anche la "cura" dell'intero popolamento, eliminando le piante malate o malformate e favorendo la rinnovazione naturale. Tale metodologia ha il vantaggio di ridurre al minimo gli interventi economicamente svantaggiosi come i diradamenti e gli sfolli, permettendo comunque la crescita e il conseguente prelievo di piante con ottimo valore tecnologico ed economico. Contemporaneamente permette la presenza costante di piante giovani nel bosco, garantendo una rapida risposta dell'ecosistema in caso di danni straordinari (vento, neve o insetti). D'altro canto la gestione mediante i tagli di curazione richiede manodopera specializzata per le operazioni di taglio ed esbosco, per ridurre al minimo i danni alle piante rimanenti durante tali attività. Per il medesimo motivo, per una corretta applicazione, è opportuno avere una viabilità forestale molto sviluppata, per ridurre la lunghezza dei tratti di bosco da percorrere con il legname a strascico e minimizzare quindi la possibilità di eventuali danni. Questa forma di gestione è molto diffusa in tutta l'Europa centrale, nel Triveneto, in Francia Orientale e nei Balcani, in particolare nei piceo-abieti-faggeti.

### Il governo a ceduo

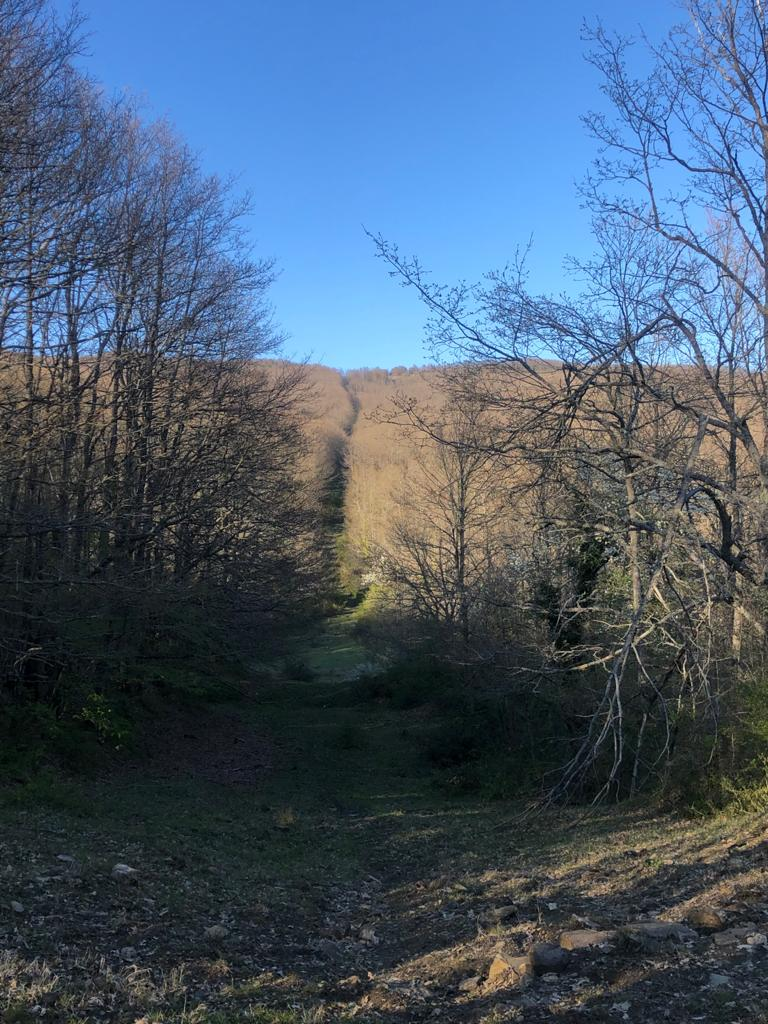
Bosco. (Bella, Basilicata)

Il ceduo si rinnova tramite alcune gemme presenti sulla ceppaia, viene chiamata riproduzione agamica o asessuata, significa che se la pianta viene tagliata, nascono dalla ceppaia nuovi fusti. In seguito, e a causa del taglio di maturità, gli individui che si generano dalle gemme prendono il nome di polloni. Mentre, la fustaia, si rinnova per seme e la propagazione viene detta gamica o sessuata; qui invece le piante si rinnovano tramite i semi rilasciati dalle piante e tramite l'inseminazione naturale. Può avvenire in bosco, con seme proveniente dalla disseminazione naturale o da semina, oppure in vivaio, dove si producono le piantine per il rimboschimento. Le fustaie differiscono dai boschi cedui per altri caratteri, derivano quindi da riproduzione gamica che, prevede l’incontro e la fusione di gameti maschile e femminile (riproduzione sessuata).I due tipi di boschi si differenziano anche per la durata del turno economico, il ceduo ha una durata economica di massimo 25 / 30 anni, mentre la fustaia ha una durata economica da 80 a 120 anni. 
Governo a ceduo compostoDa un punto di vista teorico prevede la presenza contemporanea nel bosco di una quota di individui derivata da seme e di un’altra quota proveniente da gemme. Si ha quindi la coesistenza di una fustaia con un ceduo, anche se è quasi sempre la rinnovazione agamica che tende a prevalere.

#### Ceduo
Il ceduo (maggiormente sfruttato per legna da ardere ed assortimenti legnosi per pali e simili), ha rinnovazione agamica in genere per polloni, rapida crescita e turni brevi.

Di solito i cedui sono di specie con elevata capacità pollonifera (sono escluse le conifere), la ceduazione deve avvenire nel periodo di riposo vegetativo per favorire lo sviluppo di polloni proventizi provenienti dalle gemme latenti sottocorticali.

La ceduazione deve avvenire inoltre prima della perdita di capacità pollonifera per senilità, nel rispetto delle condizioni stazionali e delle prescrizioni di massima.
L'altezza di ceduazione (ovvero di taglio) varia a seconda del diverso governo del bosco in base alle essenze presenti ed al tipo di assortimenti legnosi che si desidera ottenere:
- a ceppaia: 10 cm
- fuori terra: 20 cm
- raso terra: meno di 10 cm
- tramarratura: sotto il livello del terreno
- capitozza
- scalvo o sgamollo

### Il taglio dell'albero
Prima di effettuare il taglio bisogna identificare il letto di caduta della pianta. La localizzazione del letto di caduta dipende da vari fattori, tra cui la posizione della pianta, la pendenza del pendio su cui si trova la pianta, in base alla forma della pianta e alla sua inclinazione. 
Per prima cosa si effettua la tacca di direzione che raggiunge circa la metà del tronco. Viene asportato quindi un triangolo di legna dal fusto. 
Dalla parte opposta si effettua il taglio di caduta che sarà effettuato più in alto della tacca di direzione, la distanza dalla tacca si calcola in base al diametro del tronco, questa misura equivale ad 1/4 del diametro.